# رودريغيز
رودريغيز (بالإنجليزية: Municipality of Rodriguez) هي بلدية في الفلبين، تقع في ريزال، بلغ عدد سكانها 369,222  نسمة وذلك حسب إحصائيات سنة 2015، تبلغ مساحتها 312.70 كيلومتر مربع، رمزها البريدي هو 1860.

## الموقع
تشترك في الحدود مع:
- سان خوسيه ديل مونتي
- Norzagaray [الإنجليزية]‏
- General Nakar [الإنجليزية]‏
- أنتيبولو
- San Mateo, Rizal [الإنجليزية]‏
- كيزون.

## أعلام
- إدوين د. باتريك